# Szilasi Vilmos
Szilasi Vilmos, német nyelvterületen Wilhelm Szilasi (Budapest, 1889. január 19. – Locarno, 1966. november 1.) magyar emigráns filozófus, gimnáziumi, később egyetemi tanár, Babits Mihály felfedezője és jó barátja.

## Életpályája
Az Eötvös-kollégiumban Lorsy Ernő volt diáktársa, akivel együtt járt 1909–10-ben a berlini Frigyes Vilmos Egyetemre. Emellett a budapesti Tudományegyetem hallgatója is volt, bölcseletet, illetve kémiát hallgatott, 1918-ban lett egyetemi tanár. Az első világháború után korábbi tanára, Edmund Husserl meghívására a freiburgi egyetem filozófiai intézetében kapott állást, 1928 és 1932 között az egyetem vendégtanára volt. Hitler hatalomra jutását követően Svájcba költözött, Brissagóba, a második világháború után, 1947-ben visszatért Freiburgba, ahol 1956-ban az Albert-Ludwig Egyetem filozófia tanszékének nyilvános rendes tanárává nevezték ki. 5 év múlva az intézmény legelső Filozófiai Szemináriumának lett igazgatója. 1966-ban hunyt el.
Munkásságában meghatározó volt a filozófia és természettudományok viszonyának kérdése. Babitscsal folytatott levelezését 1980-ban adták ki Gál István szerkesztésében.

### Családja
Apai nagyszülei Sonnenfeld Lipót kereskedő és Abeles Rezi voltak. Anyai nagyszülei: Krausz Benő és Déry Gizella. Apja Szilasi Móric nyelvész, finnugrista, anyja Krausz Ilona (1867–1944) volt, izraelita vallású. 1918. március 16-án Budapesten, az V. kerületben feleségül vette Rosenberg Lívia Erzsébetet, Rosenberg Ármin és Breisach Anna lányát. Sógora Czigány Dezső volt, aki 1937 végén végzett feleségével, Szilasi Borbálával, majd magával is. Borbálán kívül több testvére volt: Böske; Klára; Nunus; Ferenc (1894–1945) ügyvéd; Boriska; Jenő (1900–1953) orvos.

## Főbb művei
- A tudati rendszerezés elméletéről : bevezetés. Budapest, 1919
- Wissenschaft als Philosophie. Zürich–New York, Europa Verlag, 1945
- Macht und Ohnmacht des Geistes. Interpretationen zu Platon: Philebos und Staat VI, Aristoteles Nikomachische Ethik, Metaphysik IX. und XII. Bern, Francke, [1946] (Sammlung Üeberlieferung und Auftrag. Schriften)
- Philosophie und Naturwissenschaft. Bern-München, Francke, 1961 (Dalp-Taschenbücher)[10]
- Einführung in die Phänomenologie Edmund Husserls, Niemeyer, Tübingen 1959
- Philosophie als strenge Wissenschaft, Klostermann, Frankfurt 1965. (különböző újabb kiadásokban is)
- Phantasie und Erkenntnis, Francke, Bern 1969